# Несулкув-Кольонія
Несулкув-Кольонія (пол. Niesułków-Kolonia) — село в Польщі, у гміні Стрикув Зґерського повіту Лодзинського воєводства.
Населення — 248 осіб (2011).

## Демографія
Демографічна структура станом на 31 березня 2011 року:
|          | Загалом | Допрацездатний вік | Працездатний вік | Постпрацездатний вік |
| -------- | ------- | ------------------ | ---------------- | -------------------- |
| Чоловіки | 124     | 17                 | 92               | 15                   |
| Жінки    | 124     | 29                 | 58               | 37                   |
| Разом    | 248     | 46                 | 150              | 52                   |